# Maya Sar
Maja Sarihodžić, nom de scène MayaSar, née le 12 juillet 1981 à Tuzla en Bosnie-Herzégovine, est une chanteuse bosnienne.

## Biographie
Le 15 décembre 2011, elle est choisie pour présenter la Bosnie-Herzégovine au Concours Eurovision de la chanson 2012 à Bakou avec la chanson Korake ti znam (Je connais tes pas).

## Discographie
- "Nespretno" (Awkwardly), premier single